# ميدلوثيان
ميدلوثيان منطقة مجلس اسكتلندي ‏ تقع إدارياً ضمن اسكتلندا في المملكة المتحدة.

## أعلام
- توماس ماكنزي
- أوين تومسون
- جوك يونغ
- إدوارد ليتل

## وصلات خارجية
الموقع الرسمي